# Nam Joo-hyuk
Nam Joo-hyuk (남주혁?, 南柱赫?, Nam Ju-hyeokLR, Nam ChuhyŏkMR; Pusan, 22 febbraio 1994) è un attore e modello sudcoreano.
Ha iniziato la sua carriera come modello, facendo apparizioni in numerosi video musicali, prima di esordire nel mondo della recitazione nel 2014 con la serie televisiva Ing-yeo gongju. Ha guadagnato popolarità con i suoi ruoli in due drama di successo: Who Are You: Hakgyo 2015 (2015) e Yeokdo-yojeong Kim Bok-ju (2016).
Nel 2018, Nam ha fatto il suo debutto cinematografico con il film The Great Battle, continuando a consolidare la sua carriera. Negli anni successivi, ha ottenuto ulteriore notorietà grazie alle sue interpretazioni nei drama Start-Up (2020) e Venticinque e ventuno (2022). Nel 2021, è stato inserito nella lista Forbes 30 Under 30, un riconoscimento che celebra le personalità emergenti e di successo.

## Biografia
Nam Joo-hyuk è nato il 22 febbraio 1994 nel distretto di Yeongdo a Busan, Corea del Sud. Durante gli anni della scuola media presso la Gyeongnam Middle School, nutriva il sogno di diventare un giocatore di basket professionista e ha fatto parte della squadra scolastica per tre anni. Tuttavia, a causa di un infortunio seguito da un intervento chirurgico, è stato costretto a abbandonare la sua carriera sportiva. Successivamente, si è trasferito a Seul, dove ha vinto il concorso Top Model sponsorizzato da K-Plus. Questo successo ha portato Nam a firmare un contratto esclusivo con un'agenzia di moda, avviando così la sua carriera nel mondo della moda e dell'intrattenimento.
Nam Joo-hyuk ha debuttato nel 2013 come modello, partecipando alla collezione S/S 2014 di SONGZIO Homme. Nel 2014, ha fatto la sua apparizione in due video musicali degli Akdong Musician, artisti della YG Entertainment, per le canzoni 200% e Give Love. Poco dopo, ha compiuto il suo debutto da attore con un ruolo di supporto nel drama di tvN Ing-yeo gongju. Nam Joo-hyuk ha ottenuto il suo primo ruolo importante nel drama adolescenziale Who Are You: Hakgyo 2015 della KBS, interpretando Han Yi-an, uno studente delle scuole superiori che affronta le difficoltà di una cotta per una compagna di classe e gli infortuni che minacciano la sua carriera di nuotatore. Grazie a questa interpretazione, ha attirato l'attenzione del pubblico, ottenendo diversi riconoscimenti, tra cui il premio come Miglior Nuovo Attore al 4° APAN Star Awards e il premio di Popolarità ai KBS Drama Awards del 2015.
Nel 2016, Nam Joo-hyuk ha interpretato ruoli secondari nella serie romantica universitaria Cheese in the Trap e nel dramma storico Dar-ui yeon-in - Bobogyeongsim ryeo. Nello stesso anno, è diventato uno dei membri del cast del popolare show di varietà Three Meals a Day. Successivamente, ha ottenuto il suo secondo ruolo da protagonista nel dramma sportivo Yeokdo-yojeong Kim Bok-ju, al fianco di Lee Sung-kyung, interpretando Jung Joon-hyung, un nuotatore talentuoso ma spensierato. La sua performance nella serie ha ricevuto ampi consensi dalla critica e gli ha permesso di ottenere un riconoscimento ancora maggiore, consolidando la sua popolarità. Nel 2017, Nam Joo-hyuk ha recitato nella serie fantasy romantica Habaeg-ui sinbu 2017 di tvN, al fianco di Shin Se-kyung. In questa serie, ha interpretato il ruolo di Habaek, un narcisista Dio dell'Acqua alla ricerca del suo legittimo trono. Nel 2018, ha fatto il suo debutto cinematografico con il film storico The Great Battle, ottenendo apprezzamenti per la sua interpretazione. La critica ha elogiato la sua performance, con Yoon Mi-sik del The Korea Herald che ha sottolineato come Nam "offra un ritratto solido e incisivo di un giovane vacillante, incapace di discernere ciò che è giusto o sbagliato". La sua interpretazione nel film gli ha valso il premio come Miglior Nuovo Attore ai prestigiosi Blue Dragon Film Awards.
Nel 2019, Nam Joo-hyuk ha recitato nel dramma fantasy romantico Nun-i busige, al fianco di Han Ji-min e Kim Hye-ja, ricevendo recensioni positive per la sua interpretazione. L’anno successivo, nel 2020, ha preso parte a due progetti di grande rilievo: il dramma poliziesco soprannaturale di Netflix The School Nurse Files e la serie romantica di tvN Start-Up. Lo stesso anno, Nam ha recitato anche nel film romantico Josée, un remake del celebre film giapponese Josee, la tigre e il pesce del 2003. In questo film, ha riunito nuovamente il suo talento con Han Ji-min, sua co-protagonista in Nun-i busige. Il successo di The School Nurse Files e Start-Up ha consolidato la sua popolarità, tanto che nel 2021 è stato incluso nella lista Forbes 30 Under 30 Asia nella categoria "Intrattenimento e sport".
Nel 2022, Nam Joo-hyuk ha recitato accanto a Kim Tae-ri nel dramma tvN Venticinque e ventuno, che racconta la storia d'amore tra due giovani che si incontrano durante la crisi finanziaria asiatica del 1998. La serie, trasmessa a partire da febbraio 2022, ha ricevuto recensioni molto favorevoli, soprattutto per l'interpretazione di Nam nel ruolo di Baek Yi-jin. L'emittente televisiva coreana OSEN ha definito Nam il "simbolo della giovinezza", lodando le sue capacità recitative che hanno dato vita alla cosiddetta "sindrome del dolore di Joohyuk". La scrittrice Kim Bo-ra ha elogiato il suo "fisico solido, le immagini calorose e la profonda sensibilità", aggiungendo che Nam sembrava "un personaggio di un fumetto per adolescenti". Kim ha sottolineato che "la voce calda e affettuosa" di Nam, unita al suo "sguardo limpido", hanno fatto battere il cuore degli spettatori, facendoli innamorare del suo personaggio.
Nel 2022, Nam ha recitato anche nel film Remember, uscito il 26 ottobre, dove ha interpretato un giovane che aiuta un malato di Alzheimer a vendicarsi. La sua interpretazione è stata descritta come in grado di "mostrare una simpatia che trascende le generazioni in un modo che solo Nam può". Nel 2023, Nam ha assunto il ruolo di protagonista nel drama Vigilante, basato sull'omonimo webtoon di Naver creato da Kim Gyu-san. In questa serie, ha interpretato uno studente di polizia che opera segretamente come il vigilante titolare.

## Vita privata
Dal novembre 2016 ha avuto una relazione con l'attrice e modella Lee Sung-kyung, confermata nell'aprile 2017. Il 18 agosto 2017 la loro agenzia ha confermato che si sono lasciati.
Mantiene una stretta amicizia con Ji Soo.
Il 17 ottobre 2022, è stato annunciato che Nam Joo-hyuk si sarebbe arruolato nell'esercito a dicembre. L'agenzia ha confermato successivamente che Nam avrebbe prestato servizio militare obbligatorio a dicembre, ma non aveva ancora ricevuto una convocazione ufficiale. Il 31 gennaio 2023, è stato confermato che Nam si sarebbe arruolato il 20 marzo 2023 nel gruppo di polizia militare del Comando di Difesa della Capitale, dove avrebbe servito come parte della squadra antisommossa della polizia militare.
Il 31 marzo 2023, è stato riferito che Nam era stato nominato capo dei tirocinanti presso il centro di addestramento di Nonsan, insieme a Y, membro dei Golden Child. Dopo aver completato l'addestramento, Nam ha prestato servizio presso la 32ª divisione di polizia militare (unità Baekryong) a Geumnam-myeon.
Nel settembre 2024, Nam Joo-hyuk è stato congedato dal servizio militare obbligatorio e ha fatto la sua prima apparizione pubblica dopo il servizio alla Paris Fashion Week, partecipando all'evento di Dior.

## Filmografia

### Cinema
- The Great Battle (안시성?), regia di Kim Gwang-sik (2018)
- Josée (조제?), regia di Kim Jong-kwan (2020)
- Remember (리멤버?), regia di Lee Il-hyung (2020)

### Televisione
- Ing-yeo gongju (잉여공주?) – serie TV (2014)
- Who Are You: Hakgyo 2015 (후아유: 학교 2015?) – serie TV (2015)
- Glamorous Temptation (화려한 유혹?) – serie TV (2015)
- Cheese in the Trap (치즈인더트랩?) – serie TV (2016)
- Dar-ui yeon-in - Bobogyeongsim ryeo (달의 연인 - 보보경심 려?) – serie TV (2016)
- Yeokdo-yojeong Kim Bok-ju (역도요정 김복주?) – serie TV (2016-2017)
- Habaeg-ui sinbu 2017 (하백의 신부?) – serie TV (2017)
- Nun-i busige (눈이 부시게?) – serie TV (2019)
- The School Nurse Files (보건교사 안은영?) – serie TV (2020)
- Start-Up (스타트업?) – serie TV, 16 episodi (2020)
- Venticinque e ventuno (스물다섯 스물하나?) – serie TV, 16 episodi (2022)
- Vigilante (자경단원?) – serie TV (2023)

## Videografia
- 2014 – AKMU -  200%
- 2014 – AKMU - Give Love
- 2015 – Kangnam feat. San E - Chocolate
- 2018 – 1415 - When It Snows

## Premi e riconoscimenti
- 2015 - Korea Drama Awards
  - Candidatura - Best New Actor per Who Are You: Hakgyo 2015[45]
- 2015 - APAN Star Awards
  - Vinto - Best New Actor per Who Are You: Hakgyo 2015 [46]
- 2015 - KBS Drama Awards
  - Candidatura - Best New Actor per Who Are You: Hakgyo 2015[47]
  - Vinto - Popularity Award, Actor per Who Are You: Hakgyo 2015[48]
- 2016 - MBC Drama Awards
  - Candidatura - Excellence Award, Actor in a Miniseries per Yeokdo-yojeong Kim Bok-ju[49]
  - Vinto - Best New Actor per Yeokdo-yojeong Kim Bok-ju
- 2018 - The Seoul Awards
  - Vinto - Best New Actor (Film) per Ansi-seong[50]
- 2018 - Marie Claire Asia Star Awards
  - Vinto - Rising Star Award per Ansi-seong[51]
- 2018 - Korean Association of Film Critics Awards
  - Vinto - Best New Actor per Ansi-seong[52]
- 2018 - Blue Dragon Film Awards
  - Vinto - Best New Actor per Ansi-seong
- 2019 - KOFRA Film Awards
  - Vinto - Best New Actor per Ansi-seong[53]
- 2019 - Baeksang Arts Awards
  - Candidatura - Best New Actor per Ansi-seong[54]
- 2019 - Chunsa Film Art Awards
  - Candidatura - Best New Actor per Ansi-seong[55]
- 2019 - Buil Film Awards
  - Candidatura - Best New Actor per Ansi-seong

## Doppiatori italiani
Nelle versioni in italiano dei suoi film, Nam Joo-hyuk è stato doppiato da:
- Leonardo Caneva in Venticinque e ventuno